# Battle of Chemulpo Bay
Battle of Chemulpo Bay je americký němý film z roku 1904. Film trvá zhruba tři minuty a premiéru měl 20. dubna 1904.
Film, který je považován za jeden z prvních válečných filmů v historii kinematografie, se natáčel ve studiu Černá Marie.

## Děj
Film zachycuje rekonstrukci bitvy u Čemulpchy, kterou započala rusko-japonská válka. Ruský křižník Varjag a dělový člun Korejec opouštějí přístav Čemulpcho (dnes Inčchon), avšak vzápětí jsou zastiženy japonskou flotilou. Obě lodě se sice po těžkém ostřelování otočí zpět, ale potopí se ještě před dosažením přístavu.